# 傑斯波·畢
傑斯波·畢（丹麥語：Jesper Bie，1920年12月11日—），是丹麥一名退役男子羽球運動員。 
傑斯波·畢是1938年的丹麥青年冠軍。他在1938年全英羽球錦標賽中打入男子單打決賽，以4-15、5-15敗給拉爾夫·尼可斯而獲得亞軍。這個戰績打開了丹麥羽球明星的閘門，為全英羽球錦標賽錦上添花，並在接下來的二十年中統治國際羽球界。